# 第26回シカゴ映画批評家協会賞
第26回シカゴ映画批評家協会賞は2013年の映画を対象としており、2013年12月13日にノミネーションが発表された。最多ノミネーションは『それでも夜は明ける』の11部門ノミネートである。また、受賞結果は12月16日に発表された。

## 受賞・ノミネート一覧

### 作品賞
- 『それでも夜は明ける』
- 『ゼロ・グラビティ』
- 『her/世界でひとつの彼女』
- 『インサイド・ルーウィン・デイヴィス 名もなき男の歌』
- 『アメリカン・ハッスル』

### 監督賞
- スティーヴ・マックイーン - 『それでも夜は明ける』
- アルフォンソ・キュアロン - 『ゼロ・グラビティ』
- スパイク・ジョーンズ - 『her/世界でひとつの彼女』
- コーエン兄弟 - 『インサイド・ルーウィン・デイヴィス 名もなき男の歌』
- デヴィッド・O・ラッセル - 『アメリカン・ハッスル』

### 主演男優賞
- キウェテル・イジョフォー - 『それでも夜は明ける』
- ブルース・ダーン - 『ネブラスカ ふたつの心をつなぐ旅』
- ロバート・レッドフォード - 『オール・イズ・ロスト 〜最後の手紙〜』
- マシュー・マコノヒー - 『ダラス・バイヤーズクラブ』
- オスカー・アイザック - 『インサイド・ルーウィン・デイヴィス 名もなき男の歌』

### 主演女優賞
- ケイト・ブランシェット - 『ブルージャスミン』
- サンドラ・ブロック - 『ゼロ・グラビティ』
- メリル・ストリープ - 『8月の家族たち』
- アデル・エグザルホプロス - 『アデル、ブルーは熱い色』
- ブリー・ラーソン - 『ショート・ターム』

### 助演男優賞
- ジャレッド・レト - 『ダラス・バイヤーズクラブ』
- バーカッド・アブディ - 『キャプテン・フィリップス』
- マイケル・ファスベンダー - 『それでも夜は明ける』
- ジェームズ・フランコ - 『スプリング・ブレイカーズ』
- ジェームズ・ガンドルフィーニ - 『おとなの恋には嘘がある』

### 助演女優賞
- ルピタ・ニョンゴ - 『それでも夜は明ける』
- スカーレット・ヨハンソン - 『her/世界でひとつの彼女』
- ジェニファー・ローレンス - 『アメリカン・ハッスル』
- ジューン・スキッブ - 『ネブラスカ ふたつの心をつなぐ旅』
- レア・セドゥー - 『アデル、ブルーは熱い色』

### 脚本賞
- スパイク・ジョーンズ - 『her/世界でひとつの彼女』
- ウディ・アレン - 『ブルージャスミン』
- ボブ・ネルソン - 『ネブラスカ ふたつの心をつなぐ旅』
- コーエン兄弟 - 『インサイド・ルーウィン・デイヴィス 名もなき男の歌』
- エリック・ウォーレン・シンガー、デヴィッド・O・ラッセル - 『アメリカン・ハッスル』

### 脚色賞
- ジョン・リドリー - 『それでも夜は明ける』
- ジュリー・デルピー、イーサン・ホーク、リチャード・リンクレイター - 『ビフォア・ミッドナイト』
- トレイシー・レッツ - 『8月の家族たち』
- スティーヴ・クーガン、ジョン・ポープ - 『あなたを抱きしめる日まで』
- テレンス・ウィンター - 『ウルフ・オブ・ウォールストリート』

### 有望俳優賞
- アデル・エグザルホプロス - 『アデル、ブルーは熱い色』
- バーカッド・アブデイ - 『キャプテン・フィリップス』
- チャドウィック・ボウズマン - 『42 〜世界を変えた男〜』
- ルピタ・ニョンゴ - 『それでも夜は明ける』
- タイ・シェリダン - 『MUD -マッド-』

### 有望監督賞
- デスティン・クレットン - 『ショート・ターム』
- ジョセフ・ゴードン＝レヴィット - 『ドン・ジョン』
- ライアン・クーグラー - 『フルートベール駅で』
- レイク・ベル - 『私にだってなれる! 夢のナレーター単願希望』
- ジョシュア・オッペンハイマー - 『アクト・オブ・キリング』

### 撮影賞
- エマニュエル・ルベツキ - 『ゼロ・グラビティ』
- ショーン・ボビット - 『それでも夜は明ける』
- ロジャー・ディーキンス - 『プリズナーズ』
- ブリュノ・デルボネル - 『インサイド・ルーウィン・デイヴィス 名もなき男の歌』
- ホイテ・ヴァン・ホイテマ - 『her/世界でひとつの彼女』

### 編集賞
- ジョー・ウォーカー - 『それでも夜は明ける』
- マーク・サンガー、アルフォンソ・キュアロン - 『ゼロ・グラビティ』
- シェーン・カルース、デイヴィッド・ローリー - Upstream Color
- セルマ・スクーンメイカー - 『ウルフ・オブ・ウォールストリート』
- ジェイ・キャシディ、クリスピン・ストラザーズ、アラン・ボームガーテン - 『アメリカン・ハッスル』

### 作曲賞
- アーケイド・ファイア - 『her/世界でひとつの彼女』
- ハンス・ジマー - 『それでも夜は明ける』
- スティーヴン・プライス - 『ゼロ・グラビティ』
- アルフォンソ・デ・ビラリョンガ - 『ブランカニエベス』
- スクリレックス、クリフ・マルティネス - 『スプリング・ブレイカーズ』

### 美術賞
- 『ゼロ・グラビティ』
- 『華麗なるギャツビー』
- 『her/世界でひとつの彼女』
- 『インサイド・ルーウィン・デイヴィス 名もなき男の歌』
- 『それでも夜は明ける』

### アニメーション映画賞
- 『風立ちぬ』
- 『アナと雪の女王』
- 『モンスターズユニバーシティ』
- 『クルードさんちのはじめての冒険』
- 『コクリコ坂から』

### 外国語映画賞
- 『アクト・オブ・キリング』 デンマーク
- 『風立ちぬ』 日本
- 『少女は自転車にのって』 サウジアラビア
- 『偽りなき者』 デンマーク
- 『アデル、ブルーは熱い色』 フランス

### ドキュメンタリー映画賞
- 『アクト・オブ・キリング』
- 『物語る私たち』
- Blackfish
- 『バックコーラスの歌姫たち』
- 『ランス・アームストロング ツール・ド・フランス7冠の真実』